# Триборид гептарутения
Триборид гептарутения — бинарное неорганическое соединение
рутения и бора
с формулой Ru7B3,
кристаллы.

## Получение
- Сплавление стехиометрических количеств чистых веществ:

{\displaystyle {\mathsf {7Ru+3B\ {\xrightarrow {1660^{o}C}}\ Ru_{7}B_{3}}}}

## Физические свойства
Триборид гептарутения образует кристаллы
гексагональной сингонии, пространственная группа P 63mc, параметры ячейки a = 0,74669 нм, c = 0,47142 нм, Z = 2,
структура типа гептаторийтрижелеза Fe3Th7
.
Соединение образуется по перитектической реакции при температуре ≈1660°С и
имеет область гомогенности 30÷38 ат.% бора.
При температуре 3,3 К переходит в сверхпроводящее состояние .